# روك ستيبتشفيتش
روك ستيبتشفيتش (بالكرواتية: Rok Stipčević) مواليد 20 مايو 1986 في ماريبور، جمهورية يوغوسلافيا الاشتراكية الاتحادية، هو لاعب كرة سلة كرواتي. بدأ مسيرته الاحترافية في سنة 2003. يلعب مع دينامو باسكت ساساري كلاعب هجوم خلفي. يحمل الرقم 24. مثّل منتخب بلاده. شارك في دورة الألعاب الأولمبية الصيفية سنة 2016. حقق المركز الأول في ألعاب البحر الأبيض المتوسط 2009.

## المسيرة الاحترافية
لعب مع زادار من سنة 2003 إلى 2005، ثم لعب مع زادار من سنة 2006 إلى 2010، ثم لعب مع سيبونا في موسم 2010–2011، ثم لعب مع بالاكانسترو فاريزي في الدوري الإيطالي في موسم 2011–2012، ثم لعب مع أولمبيا ميلانو في سنة 2012، ثم لعب مع فيكتوريا يبرتاس بيزارو في الدوري الإيطالي في سنة 2013، ثم لعب مع نادي طوفاس الرياضي في الدوري التركي في موسم 2013–2014، ثم لعب مع فيرتوس روما في الدوري الإيطالي في موسم 2014–2015، ثم لعب مع دينامو باسكت ساساري في سنة 2015.

## الميداليات
| الميدالية | المسابقة                        |
| --------- | ------------------------------- |
| ذهبية     | ألعاب البحر الأبيض المتوسط 2009 |

## روابط خارجية
- روك ستيبتشفيتش على موقع الاتحاد الدولي لكرة السلة (الإنجليزية)
- روك ستيبتشفيتش على موقع الدوري الأوروبي لكرة السلة (الإنجليزية)
- روك ستيبتشفيتش على موقع كرة السلة الأوروبية.كوم (الإنجليزية)
- روك ستيبتشفيتش على موقع ريلجم (الإنجليزية)
- روك ستيبتشفيتش على موقع بروبوليرز (الإنجليزية)
- روك ستيبتشفيتش على موقع سبورتس رفرنس (الإنجليزية)
- روك ستيبتشفيتش على موقع أوليمبيديا (الإنجليزية)